# Wright Company

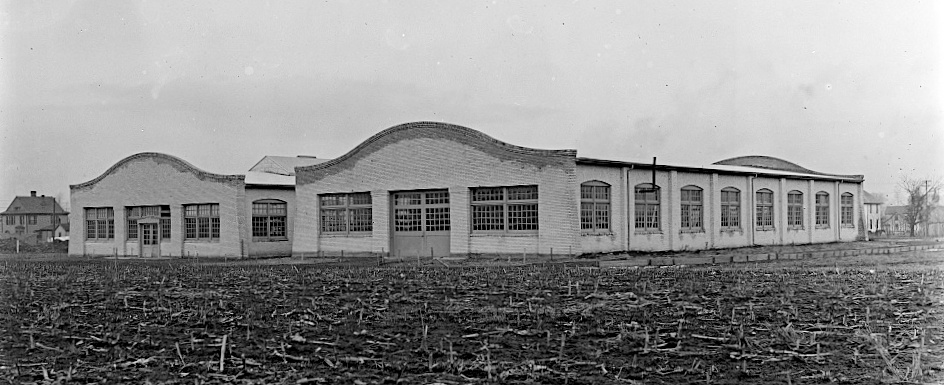
Vista de la Wright Company en 1911.

La Wright Company o Wright & Co. fue el negocio aeronáutico inicial de los hermanos Wright, quienes previamente tenían un comercio de bicicletas. Fundaron la compañía en 1909 para proveer de aviones al U.S. Army Signal Corps.
Los Hermanos Wright concentraron sus esfuerzos en proteger los derechos de sus patentes en lugar de mejorar el diseño de sus aviones. Wilbur Wright murió en 1912, y el 15 de octubre de 1915 Orville Wright vendió la compañía. la cual más tarde se fusionaría con la Glenn L. Martin Company para formar la Wright-Martin.
Muchos de los papeles originales de la Compañía Wright están ahora en la colección del Seattle Museum of Flight.

## Aviones Wright
La que sigue es una lista completa de los aviones fabricados con el nombre Wright, desde los primeros aviones de prueba hasta los últimos productos antes que la compañía se fusiones con Martin. Nótese que solo el último avión fue fabricado por la propia Wright Company.

### Primeros planeadores de prueba
- Cometa de 1899
- Planeador de 1900
- Planeador de 1901
- Planeador de 1902

### Primeros aviones motorizados
- Flyer I 1903
- Flyer II 1904
- Flyer III 1905
- Modelo A 1907-1909

### Aviones de la Compañía Wright
- Flyer Militar 1909
- Modelo A-B 1909-1910
- Model B 1910
- Modelo Ex 1910
- Modelo R 1910
- Planeador 1911
- Modelo C 1912
- Modelo D 1912
- Modelo CH 1913
- Modelo G Aeroboat 1913
- Modelo E 1913
- Modelo F 1913
- Modelo H 1913
- Modelo HS 1915
- Modelo K 1915
- Modelo L 1916

(Fuente: "The Wright Fleet," Air&Space/Smithsonian, Febrero/marzo, 2003.)